# Пір'їнник
Пір'їнник (Ptilium) — це рід мохів із дуже широким розповсюдженням у Північній півкулі. Цей рід належить до родини Hypnaceae до класу Bryopsida, підкласу Bryidae та порядку Hypnales.